# Josef Ponten
Josef Ponten, oppure Servatius Josef Ponten (Raeren, 3 giugno 1883 – Monaco di Baviera, 3 aprile 1940), è stato uno scrittore tedesco.

## Biografia
Nato vicino al confine con il Belgio, Ponten ha trascorso la sua infanzia tra Lontzen, Raeren e Aquisgrana. Il suo percorso di studi incluse la frequentazione della facoltà di filologia a Ginevra e Berlino (1903), invece dal 1904 al 1908 studiò architettura e storia dell'arte ad Aquisgrana, senza mai laurearsi. Inoltre fu un grande appassionato di discipline scientifiche e storiche.
Dopo i suoi primi lavori vicini all'espressionismo, Jungfräulichkeit (Verginità, 1907) e Siebenquellen (Sette sorgenti, 1909), si arruolò nel 1914 nell'esercito tedesco come autista.
Il suo romanzo Der babylonische Turm (La torre di Babele, 1918), incentrato sulla descrizione di classi sociali eterogenee, ricevette elogi da Thomas Mann che contribuì così alla sua svolta letteraria e divenne suo amico per tutta la durata degli anni venti.
Un'altra opera da ricordare fu Die Studenten von Lyon (Gli studenti di Lione, 1927), basato sulle persecuzioni religiose ed i contrasti fra Cattolici e Protestanti.
Una delle sue principali passioni era viaggiare, ed effettivamente girò il mondo, incominciando dall'Europa, continuando poi con l'Africa e infine con le Americhe, approfittando anche per scrivere interessanti libri di viaggio, come Griechische Landschaften (Paesaggi greci, 1914), e Europäisches REisebuch (Itinerario europeo, 1928).
Nel 1933 era al culmine della sua carriera. Rifiutandosi di andare in esilio, si adattò al nuovo regime, senza diventare membro dell'NSDAP o fare dichiarazioni apertamente naziste.
Dedicò ai tedeschi del Volga una serie di opere, raccolte nei volumi Volk auf dem Wege (Popolo in cammino, 1933-1942), ma importanti furono anche le sue novelle.
I suoi ideali furono neoromantici non esenti da elementi mistici e da una certa enfasi poetica.

## Opere
- Jungfräulichkeit (Verginità, 1907);
- Siebenquellen (Sette sorgenti, 1909);
- Griechische Landschaften (Paesaggi greci, 1914);
- Der babylonische Turm (La torre di Babele, 1918);
- Die Studenten von Lyon (Gli studenti di Lione, 1927);
- Europäisches REisebuch (Itinerario europeo, 1928);
- Volk auf dem Wege (Popolo in cammino, 1933-1942).